# Dirphia aphrodite
Dirphia aphrodite är en fjärilsart som beskrevs av William Schaus. Dirphia aphrodite ingår i släktet Dirphia och familjen påfågelsspinnare. Inga underarter finns listade i Catalogue of Life.